# سیارک ۱۴۹۸۶۵
سیارک ۱۴۹۸۶۵ (به انگلیسی: 149865 Michelhernandez، نامگذاری:2005QS88)۱۴۹۸۶۵مین سیارک کشف شده‌است که در ۲۹ اوت ۲۰۰۵ کشف شد.